# Gälesjön
Gälesjön är en sjö i Ånge kommun i Medelpad och ingår i Ljungans huvudavrinningsområde. Sjön har en area på 0,169 kvadratkilometer och ligger 179,2 meter över havet. Sjön avvattnas av vattendraget Gälebäcken.

## Delavrinningsområde
Gälesjön ingår i det delavrinningsområde (692468-152757) som SMHI kallar för Utloppet av Gälesjön. Medelhöjden är 238 meter över havet och ytan är 3,99 kvadratkilometer. Räknas de 8 avrinningsområdena uppströms in blir den ackumulerade arean 29,76 kvadratkilometer. Gälebäcken som avvattnar avrinningsområdet har biflödesordning 2, vilket innebär att vattnet flödar genom totalt 2 vattendrag innan det når havet efter 71 kilometer. Avrinningsområdet består mestadels av skog (79 procent). Avrinningsområdet har 0,22 kvadratkilometer vattenytor vilket ger det en sjöprocent på 5,6 procent.